# Кершновский, Кшиштоф
Кши́штоф Кершно́вский (пол. Krzysztof Kiersznowski; 26 ноября 1950, Варшава, Польша — 24 октября 2021) — польский актёр театра и кино. Окончил Высшую школу театра, кино и ТВ в Лодзи в 1977 году. Впервые снялся в кино в фильме «Человек из мрамора» (1976). Популярность актеру принесла роль Нуты в знаменитых комедиях Юлиуша Махульского «Ва-банк» (1981) и «Ва-банк 2, или Ответный удар» (1985).

## Биография
Кшиштоф Кершновский учился в Лодзинской киношколе, которую окончил в 1977 году. 26 марта того же года актёр дебютировал на сцене Варшавского театра Охоты. Годом позже артист получил диплом о высшем образования.
На протяжении своей театральной карьеры он сначала играл в Театре Охоты (Teatr Ochoty) (1977—1980) и Театре «Студио» (Teatr Studio) (1980—1987), что в Варшаве, далее был Польский театр в Быдгоще (Teatr Polski im. Hieronima Konieczki) (1988—1989).
В кино Кшиштоф Кершновский отмечается разноплановостью сыгранных ролей, большинство из которых являются второстепенными, но тем не менее очень яркими (в частности, Нута из серии «Ва-банк»).
Умер 24 октября 2021 года. Похоронен в Коморуве (гмина Михаловице)

## Семейная жизнь
Сын Макс (1978 года рождения) и дочь Катажина (1984 года).

## Творчество

### Фильмография
| Год  |   | Название                            | Роль                     |
| ---- | - | ----------------------------------- | ------------------------ |
| 1976 | ф | Человек из мрамора                  | рабочий                  |
| 1978 | ф | Без наркоза                         | студент Михаловского     |
| 1980 | ф | Зеленые годы                        | Юзек, отец Войтека       |
| 1981 | ф | Ва-банк                             | Нута, брат Мокса         |
| 1981 | ф | Горячка                             | Имя персонажа не указано |
| 1984 | ф | Ультиматум                          | Бонек                    |
| 1984 | ф | Ва-банк II, или Ответный удар       | Нута, брат Мокса         |
| 1994 | ф | Евангелие от Гарри                  | Имя персонажа не указано |
| 1995 | с | Матери, жены и любовницы            | Роберт                   |
| 1997 | ф | Охранник для дочери                 | комиссар                 |
| 1997 | ф | Он не завязывал шнурки              | рыбак                    |
| 1998 | ф | Ничего                              | работник ломбарда        |
| 1998 | ф | Киллер 2                            | Узкий                    |
| 1999 | ф | Маленькая Вильма. Последний дневник | Вильгельм Тиршлер        |
| 2002 | ф | Суперпродукция                      | поручик Тарковский       |
| 2005 | ф | Ад, рай                             | Кулявик                  |
| 2006 | ф | Статисты                            | Эдвард Гралевский        |
| 2007 | ф | Завтра идём в кино                  | Имя персонажа не указано |
| 2008 | с | Отец Матфей                         | Вацлав Гайда             |
| 2008 | ф | Сколько весит троянский конь?       | слесарь                  |
| 2009 | ф | Никогда не говори «никогда»         | охранник                 |
| 2010 | ф | Колыбельная                         | Роман Лапшов             |
| 2010 | ф | Завтрак в постель                   | хозяин ресторана         |
| 2011 | ф | Виски с молоком                     | нейрохирург              |

## Награды
- 1978 — отмечен на театральном фестивале в городе Вроцлав (спектакль «Krzywa płaska»)
- 2002 — номинация на лучшую мужскую роль второго плана (фильм «Cześć Tereska»)
- 2006 — награда за лучшую мужскую роль второго плана на Фестивале польских художественных фильмов в Гдыне
- 2007 — кино-награда «Орел» в категории лучшая мужская роль второго плана за фильм «Статисты»